# Thermidorien

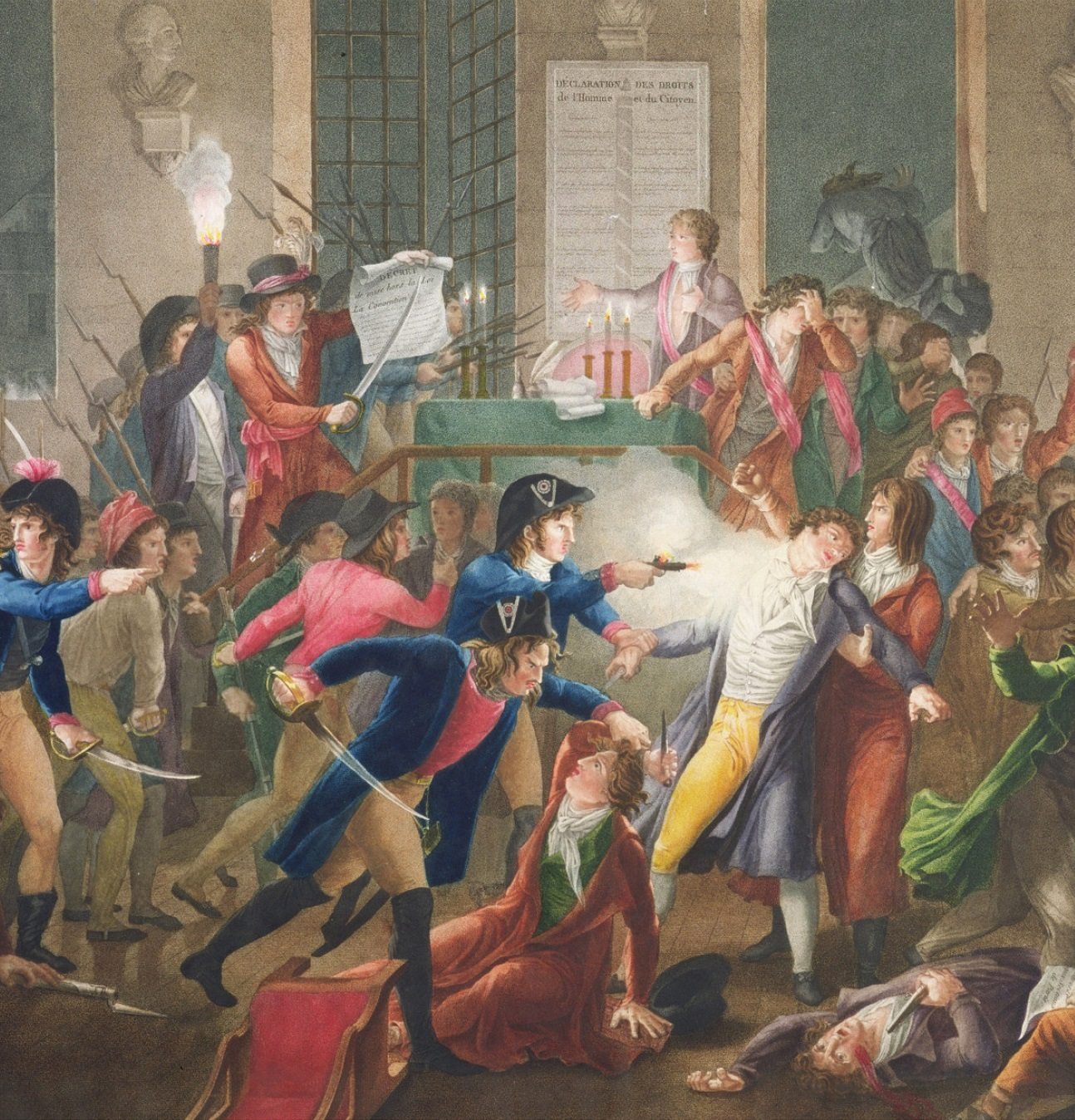
La nuit du 9 au 10 thermidor an II, gravure coloriée de Jean-Joseph-François Tassaert d'après Fulchran-Jean Harriet, musée Carnavalet, vers 1796.

Les thermidoriens sont les députés de la Convention nationale qui s'opposent à Robespierre du 26 au 27 juillet 1794, lors de la Révolution française. Ils ont obtenu son arrestation et son exécution sans procès le 9 thermidor (exactement un an après l'entrée de Robespierre au Comité de salut public).

## Les acteurs du 9 Thermidor
On peut distinguer trois groupes parmi les conventionnels ayant contribué à la chute de Robespierre : 
- les modérés (essentiellement des députés du Marais), comme Sieyès, Boissy d'Anglas, ou Cambacérès (qui a toutefois participé à l'instauration de la Terreur en rédigeant, entre autres, la Loi des suspects)
- les opposants à Robespierre, comme Tallien, Fouché et Carrier (anciens représentants en mission rappelés à Paris par Robespierre)
- certains membres du gouvernement révolutionnaire (Barère, Carnot, Collot d'Herbois et Billaud-Varenne du Comité de salut public ; Vadier et Amar du Comité de sûreté générale ; Fouquier-Tinville du Tribunal révolutionnaire), ayant pleinement participé à la mise en place et à l'entretien de la Terreur et qui seront, par la suite, écartés du pouvoir par les modérés, voire exécutés pour certains (comme Fouquier-Tinville qui est guillotiné le 7 mai 1795).

## Conséquences du 9 Thermidor
Une fois la Terreur terminée, ce sont les modérés qui tiennent les rênes de la Convention nationale (c'est la Convention thermidorienne) et mettent en place la Constitution de l'an III, approuvée par plébiscite le 5 fructidor an III (22 août 1795), et instituant le Directoire.